# Mariä Geburt (Endorf)

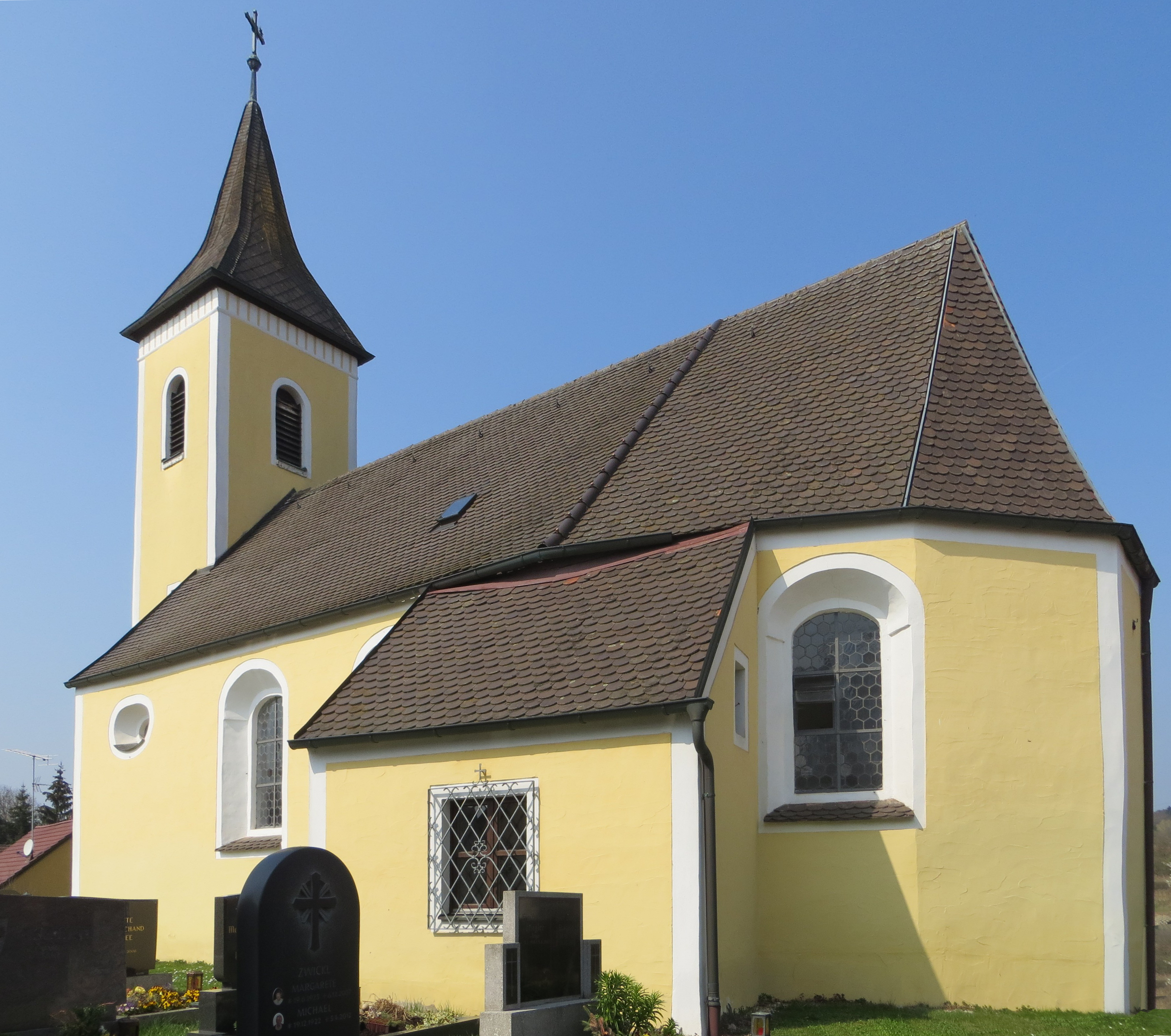
Mariä Geburt in Endorf

Die römisch-katholische, denkmalgeschützte Filialkirche Mariä Geburt steht in Endorf, einem Gemeindeteil des Marktes Laaber im Landkreis Regensburg der Oberpfalz. Sie gehört zur Pfarrei St. Jakobus in Laaber im Dekanat Laaber-Regenstauf des Bistums Regensburg. Das Bauwerk ist unter der Denkmalnummer D-3-75-162-30 in die Bayerische Denkmalliste eingetragen.

## Beschreibung
Die 1610 errichtete Saalkirche besteht aus einem Langhaus, dessen Satteldach mit Biberschwänzen bedeckt ist, und einem Chor mit Fünfachtelschluss im Osten. Der Fassadenturm mit quadratischem Grundriss und schiefergedecktem vierseitigen Knickhelm im Westen wurde 1805 errichtet. Das Langhaus ist mit einer Flachdecke überspannt, die von einer Hohlkehle gerahmt wird. In der zweiten Hälfte des 18. Jahrhunderts entstanden Deckenmalereien, auf denen zentral die Himmelfahrt Mariens dargestellt ist. Auf der Brüstung der Empore sind Passagen aus dem Alten Testament als Bilder zu sehen. Zur Kirchenausstattung gehört ein Hochaltar aus dem letzten Drittel des 17. Jahrhunderts. In einer Nische in der Mitte steht eine Statue der Muttergottes auf der Weltkugel.